# Partecipanti alla Volta Ciclista a Catalunya 1973
Elenco dei partecipanti alla Volta Ciclista a Catalunya 1973.
La Volta Ciclista a Catalunya 1973 fu la cinquantatreesima edizione della corsa. Alla competizione presero parte 8 squadre da 8 corridori per un totale di 64 ciclisti. La corsa partì il 12 settembre da Amposta e terminò il 19 settembre a Lleida, dove tagliarono il traguardo 40 ciclisti.

## Corridori per squadra
Nota: R ritirato, NP non partito, FT fuori tempo, SQ squalificato
| Bic            | Bic                     | Bic            | Jollj Ceramica            | Jollj Ceramica            | Jollj Ceramica            | Watney-Maes          | Watney-Maes          | Watney-Maes          |
| -------------- | ----------------------- | -------------- | ------------------------- | ------------------------- | ------------------------- | -------------------- | -------------------- | -------------------- |
| 1              | Johny Schleck           | 28º            | 31                        | Giovanni Battaglin        | 12º                       | 61                   | Willy Abbeloos       | 40º                  |
| 2              | Jean-Claude Genty       | R 5ª           | 32                        | Giacomo Bazzan            | R 2ª                      | 62                   | Luc D`Hondt          | R 7ª                 |
| 3              | Roland Berland          | 37º            | 33                        | Enzo Brentegani           | 32º                       | 63                   | Jean Van Der Stappen | R 7ª                 |
| 4              | Bernard Labourdette     | 15º            | 34                        | Marino Conton             | R 4ª-2                    | 64                   | Frans Verbeeck       | R 3ª-1               |
| 5              | Alain Santy             | R 3ª-2         | 35                        | Romano Tumellero          | 39º                       | 65                   | Paul Aerts           | R 4ª-2               |
| 6              | Leif Mortensen          | R 3ª-1         | 36                        | Pierino Gavazzi           | 34º                       | 66                   | Paul Lannoo          | 29º                  |
| 7              | Joaquim Agostinho       | R 6ª           | 37                        | Alessio Antonini          | 33º                       | 67                   | André Doyen          | R 4ª-2               |
| 8              | Luis Ocaña              | 4º             | 38                        | Dorino Vanzo              | R 7ª                      | 68                   | Ludo Van Staeyen     | R 6ª                 |
| KAS-Campagnolo | KAS-Campagnolo          | KAS-Campagnolo | Rokado                    | Rokado                    | Rokado                    | G.B.C.-Itla-TV Color | G.B.C.-Itla-TV Color | G.B.C.-Itla-TV Color |
| 11             | Santiago Lazcano        | 19º            | 41                        | Eddy Peelman              | R 5ª                      | 71                   | Wladimiro Panizza    | 5º                   |
| 12             | Miguel María Lasa       | 7º             | 42                        | Ferdinand Peersman        | R 3ª-2                    | 72                   | Wilmo Francioni      | R 5ª                 |
| 13             | Vicente López Carril    | 16º            | 43                        | Herman Van Springel       | 20º                       | 73                   | Alessio Peccolo      | 31º                  |
| 14             | Antonio Martos          | 3º             | 44                        | Hennie Kuiper             | 10º                       | 74                   | Mario Anni           | R 7ª                 |
| 15             | José Pesarrodona        | 8º             | 45                        | Karl-Heinz Küster         | R 7ª                      | 75                   | Roberto Sorlini      | R 5ª                 |
| 16             | Antonio Menéndez        | 21º            | 46                        | Erwin Tischler            | R 3ª-1                    | 76                   | Silvano Ravagli      | 38º                  |
| 17             | José Manuel Fuente      | 13º            | 47                        | Jan Van De Wiele          | R 7ª                      | 77                   | Carlo Brunetti       | 35º                  |
| 18             | Domingo Perurena        | 1º             | 48                        | Yvan Benaets              | R 6ª                      | 78                   | Giorgio Morbiato     | R 4ª-1               |
| Monteverde     | Monteverde              | Monteverde     | La Casera-Peña Bahamontes | La Casera-Peña Bahamontes | La Casera-Peña Bahamontes |                      |                      |                      |
| 21             | Francisco Esclapes      | 36º            | 51                        | José Gómez Lucas          | 17º                       |                      |                      |                      |
| 22             | Ventura Diaz            | 24º            | 52                        | Luis Balagué              | 27º                       |                      |                      |                      |
| 23             | Juan Manuel Santisteban | 30º            | 53                        | Juan Zurano               | 18º                       |                      |                      |                      |
| 24             | Joaquin Perez Soliva    | 22º            | 54                        | Andrés Oliva              | 25º                       |                      |                      |                      |
| 25             | Angel Barrigon          | 23º            | 55                        | Dámaso Torres             | R 5ª                      |                      |                      |                      |
| 26             | German Martin           | 26º            | 56                        | Agustín Tamames           | 9º                        |                      |                      |                      |
| 27             | José Casas Garcia       | 14º            | 57                        | José Luis Abilleira       | 11º                       |                      |                      |                      |
| 28             | José Antonio Pontón     | 6º             | 58                        | Jesús Manzaneque          | 2º                        |                      |                      |                      |

## Ciclisti per nazione
Le nazionalità rappresentate nella manifestazione sono 9; in tabella il numero dei ciclisti suddivisi per la propria nazione di appartenenza:
| Numero ciclisti | Nazione                                         |
| --------------- | ----------------------------------------------- |
| 25              | Spagna                                          |
| 16              | Italia                                          |
| 13              | Belgio                                          |
| 4               | Francia                                         |
| 2               | Germania                                        |
| 1               | Danimarca, Lussemburgo, Paesi Bassi, Portogallo |